# 셈바왕 레인저스 FC
셈바왕 레인저스(Sembawang Rangers FC)은 싱가포르의 축구 클럽이다. S리그의 창설 멤버였으나 현재 해체되었다.